# 地崎工業
株式会社地崎工業（ちざきこうぎょう）は、かつて存在した北海道の建設会社である。2007年、岩田建設に吸収合併された。

## 歴史
前身の地崎組は富山県から単身渡道した地崎宇三郎により1891年に創業。従業員数名の土工部屋からの出発であったが、1910年に鉄道指名業者となってからは戦前～戦中の道内主要工事の多くを受注し、北海道を代表する企業として「道内土建業の雄」とも呼ばれた。1936年、初代の死去にともない二代目地崎宇三郎が社長就任。後に政界進出も果たし、戦後の東京進出に備えて中央政財界に太いパイプを築いた。三代目地崎宇三郎は選挙地盤を継いで後に運輸大臣（第2次大平内閣）も務めた。
1973年、株式会社地崎工業に商号を変更し本社を東京に移転。折りしもの好景気にのって全国の大規模建設工事に参加し、海外にも進出を果たした。最盛期の1996年には売上高1534億円余りを計上、中堅ゼネコンとして確固たる地位を築いたかに見えたが、翌1997年に長らく主力取引銀行だった北海道拓殖銀行が経営破綻。関連会社の不動産事業も多額の負債を抱え、バブル景気の崩壊と運命を共にすることとなった。北海道拓殖銀行破綻時、地崎工業本体の債権は600億円余りにのぼり、北海道拓殖銀行から引き継いだ北洋銀行など9機関が半分以上の債権放棄に応じたものの、業績はじり貧を続けた。この際、地崎オーナー家は会社経営から身を引いている。
その後は「本業回帰」を標榜して着実に受注高を回復させていったが、2000年代に入ってからも公共工事の赤字受注や、談合事件で逮捕者を出すなどの不祥事から業績不振が続き、債務超過に陥った2004年、岩田建設の支援を受けて経営統合。共に持株会社「ICホールディングス」の100%子会社となる。その後も経営再建に注力したが、公共事業縮小により業績好転は望めず、当初の予定を前倒しして2007年4月1日付で岩田建設を存続会社として吸収合併され、「岩田地崎建設株式会社」となった。
スポーツ活動としてはスキージャンプ部が有名で、秋元正博や葛西紀明らが所属していた。
北海道テレビ放送やFM NORTH WAVEといった、道内民間放送局の設立にかかわっていたことでも有名。

## 沿革
- 1891年（明治24年） 創業。
- 1917年（大正6年） 合資会社地崎組に商号変更。
- 1920年（大正9年） 株式合資会社地崎組に商号変更。
- 1943年（昭和18年） 株式会社地崎組に商号変更。
- 1951年（昭和26年） 東京へ進出。
- 1958年（昭和33年） 名神高速道路東伏見工事及び旧千歳空港ターミナルビル建設工事に参加。
- 1964年（昭和39年） 札幌、東京両本社体制実施を実施。
- 1967年（昭和42年） 完工高100億円突破。
- 1968年（昭和43年） 日本万国博覧会工事及び豊平峡ダム工事に参加。
- 1971年（昭和46年） 札樽自動車道工事に参加。
- 1972年（昭和47年） 関越自動車道東松山工事に参加。
- 1973年（昭和48年） 株式会社地崎工業に商号変更し、本社を北海道札幌市から東京に移転。
- 1980年（昭和55年） 定山渓ダム工事に参加。
- 1982年（昭和57年） 海外工事に進出。
- 1988年（昭和63年） 完工高1,000億円突破。
- 1989年（平成元年） 新千歳空港ターミナルビル工事に参加。
- 1990年（平成2年） 東京湾アクアライン木更津人工島工事に参加。
- 1992年（平成4年） 台湾の台北地下鉄工事に参加。
- 1998年（平成10年） 東名高速道路日本坂トンネル工事に参加。
- 1999年（平成11年） 本社を東京から北海道札幌市に移転。
- 2001年（平成13年） 創業110年。
- 2004年（平成16年） 経営再生計画を発表。
- 2005年（平成17年） 経営再生計画に則り、同名の新会社発足。
- 2006年（平成18年） 本社屋を売却し移転。
- 2007年（平成19年） 岩田建設を存続会社とする吸収合併により、岩田地崎建設株式会社となる。